# Fosfina
Fosfina é o nome comum para o hidreto de fósforo (PH3), também conhecido pelo seu nome IUPAC fosfano e, eventualmente, fosfamina. À pressão ambiente é um gás incolor inflamável cujo ponto de ebulição é de -88 °C. A fosfina pura é inodora, mas em seu estado técnico apresenta um cheiro bem desagradável de peixe podre.
Comumente utilizado na agricultura no formato de pastilhas, o hidreto de fósforo é utilizado na atividade de expurgo de sementes ou grãos, erradicando ou minimizando pragas de armazenagem. (Lorini et al., 2007). Após aplicado, o composto químico é volatilizado e necessita agir no mínimo por 168 horas, umidade acima de 25% e temperatura acima de 10 °C.

## Fosfinas
Compostos derivados da fosfina em que um a três -H são substituídos por radicais orgânicos são chamados de fosfinas.
Usa-se também o termo fosfina no sentido de fosfetos.

## Fabricação
A fabricação das fosfinas é um tanto fácil e diversificada.

### 1
2 P + 3H2 → 2 PH3

### 2
3 NaOH + 4 P + 3 H2O (Calor)→ 3 NaH2PO2 + PH3 

### 3
4 H3PO3 + Calor (250°C) → PH3 + 3 H3PO4

## Fosfina em Vênus
Em setembro de 2020, pesquisadores da Universidade de Cardiff, no Reino Unido, juntamente com o Instituto de Tecnologia de Massachusetts, nos Estados Unidos, anunciaram a possível descoberta de fosfina na atmosfera de Vênus. Devido a acidez do planeta, não era esperado encontrar fosfina, pois imaginava-se que a acidez levaria a degradação da molécula. A evidência de fosfina foi divulgada como um indicador de um novo processo inorgânico ou um indicador de atividade biológica microbiana.

Em um estudo pesquisadoras analisaram dados do ALMA, um dos telescópios usados para fazer a declaração de fosfina, e não puderam detectar a assinatura espectral do gás. Mas descobriu-se que os dados do ALMA que a equipe havia usado foram processados incorretamente pelo observatório. Depois que o debate sobre a fosfina em Vênus começou, os gerentes do ALMA perceberam o erro, extraíram os dados brutos, reprocessaram-nos e liberaram o lote retrabalhado em novembro. Pesquisadoras analisaram os dados reprocessados e concluíram que ainda estavam vendo fosfina, embora em um nível muito mais baixo do que relataram no início. No outro estudo, os cientistas calcularam como os gases se comportariam na atmosfera de Vênus e concluíram que o que a equipe original pensava ser fosfina é na verdade dióxido de enxofre (SO2), um gás comum em Vênus e não é um sinal de vida possível.